# Hačepsut
Hačepsut (egipčansko ḥ3.t-šps.wt,  "prva v vrsti plemenitih gospa",; 1508-1458 pr. n. št.) je bila peti faraon Osemnajste egipčanske dinastije, * okoli 1507 pr. n. št., † 1458 pr. n. št.
Na prestol je prišla leta 1478 pr. n. št. Uradno je vladala skupaj s Tutmozom III., ki je zasedel prestol kot otrok eno leto prej. Hačepsut je bila glavna žena Tutmoza II., očeta Tutmoza III. Med egiptologi velja kot eden najbolj uspešnih faraonov, ki je vladala dlje kot katera koli druga ženska avtohtone egipčanske dinastije. Po mnenju egiptologa Jamesa Henry Breasteda je bila znana tudi kot "prva velika ženska v zgodovini, o kateri smo zvedeli."
Hačepsut je bila hči Tutmoza I. in njegove glavne žene Ahmoz. Njen mož, Tutmoz II. je bil sin Tutmoza I. in druge žene z imenom Mutneferet in je bila verjetno otrok Ahmoza I. Hačepsut in Tutmoz II. sta imela hčerko z imenom Neferure. Tutmoz II. je bil oče Tutmoza III. z drugo ženo Iset.

## Vladanje
Čeprav so sodobni zapisi o njenem vladanju dokumentirani v različnih antičnih virih, je v zgodnjih modernih virih Hačepsut opisana kot edina sovladarka od približno 1479-1458 pr. n. št. Danes se egiptologi na splošno strinjajo, da je Hačepsut prevzela položaj faraona.
Hačepsut je, po mnenju antičnih avtorjev, vladala približno dvaindvajset let. Jožef Flavij in Julij Afričan, oba tako navajata Manetonov seznam kraljev, ki omenja žensko, imenovano Amessis ali Amensis, za katero je bilo iz konteksta ugotovljeno, da je Hačepsut. Po Flaviju je njena vladavina trajala enaindvajset let in devet mesecev, medtem ko Afričan meni, da je vladala dvaindvajset let. Datiranje začetka njenega vladanja je težje. Vladavina njenega očeta se je začela bodisi 1506 ali 1526 pr. n. št. po nizki in visoki kronologij oz. dolžine vladavine Tutmoza I. in Tutmoza II. pa ni mogoče določiti z gotovostjo. Hačepsut bi, po krajšem vladanju, zasedla prestol štirinajst let po kronanju Tutmoza I., njenega očeta. Po daljšem bi zavladala petindvajset let po kronanju Tutmoza. Tako bi lahko Hačepsut prevzela oblast že 1512 pr. n. št., ali, kot pozno, 1479 pr. n. št. 
Najzgodnejša potrditev o Hačepsut kot faraonu se pojavi v grobnici Ramosa in Hatnofer, v kateri je zbirka pridatkov vsebovala vrč ali amforo z žigom z letnico 7. Drugi vrč iz iste grobnice  je imel odtisnjen pečat Božja žena Hačepsut, medtem ko sta dva vrča nosila pečat Dobra boginja Maatkare. Datiranje  amfor, zapečatenih v grobnici iz grobnice Senenmuta, je nesporno, kar pomeni, da je bila Hačepsut priznana kot kralj in ne kot kraljica Egipta, od 7. leta svojega vladanja.

## Glavni dosežki

### Trgovske poti
Hačepsut je ustanovila trgovinske mreže, ki so bile prekinjene med okupacijo Hiksov med drugim vmesnim obdobjem, s čimer je zgradila bogastvo osemnajste dinastije. Nadzirala je priprave in ustanovila misijo v deželo Punt. Ta trgovska ekspedicija je bila približno v devetem letu njenega vladanja. To izhaja iz njenega imena  v petih ladjah, vsaka je merila 21 m, imela več jader in sprejela 210 moških, mornarjev in 30 veslačev. V Puntu so kupili veliko trgovskega blaga, zlasti kadilo in miro.
Hačepsutina delegacija se je vrnila iz Punta z enaintrideset živimi drevesi mire, katere korenine so bile skrbno shranjene v košare za čas trajanja potovanja. To je bil prvi zabeležen poskus presaditve tujih dreves. Ugotovljeno je bilo, da je imela Hačepsut ta drevesa zasajena na dvoriščih svojega pogrebnega tempeljskega kompleksa. Egipčani so se iz Punta vrnili tudi s številnimi drugimi darili, med katerimi je bilo kadilo. Hačepsut je zmlela zoglenelo kadilo v črtalo za oči, kar je prva zabeležena uporaba smole.
Hačepsutina ekspedicija je obeležena v reliefu v Deir el-Bahariju, ki je znan tudi po svoji realistični upodobitvi kraljice dežele Punt, Ati. Puntska kraljica je prikazana kot relativno visoka in ima obrazne značilnosti semitskega tipa. Njena postava je velikodušnih razmerij, z velikimi prsmi in zvitki maščobe na njenem telesu. Zaradi maščobnih oblog na njeni zadnjici, so včasih ugotavljali, da je morda imela steatopigijo. Vendar pa je po mnenju patologa Marca Armanda Rufferja, glavna značilnost steatopigije nesorazmerje v velikosti med zadnjico in stegni, ki ni bil primer pri Ati. Ona je bila le na splošno debela. Hačepsut je kmalu po puntski ekspediciji poslala odpravo v Byblos in na Sinaj. Zelo malo je znanega o teh ekspedicijah. Čeprav so mnogi egiptologi trdili, da je bila njena zunanja politika v glavnem mirna, je mogoče, da je vodila vojaške pohode proti Nubijcem in Kanaanu.

### Gradbeni projekti
Hačepsut je bila eden izmed najbolj plodovitih gradbenikov v Starem Egiptu, naročala je stotine gradbenih projektov po vsem, tako Zgornjem kot Spodnjem Egiptu. Možno je, da so bili njeni objekti večji in številčnejši od katerega koli predhodnika v Srednjem Kraljestvu. Kasnejši faraoni so poskušali uveljavljati nekatere njene projekte kot svoje. Zaposlenega je imela velikega arhitekta Inenija, ki je že delal za njenega očeta, moža in za kraljevega skrbnika Senemuta. V času njenega vladanja je bilo narejeno toliko kipov, da ima skoraj vsak velik muzej na svetu kip Hačepsut v svoji zbirki.
Po tradiciji večine faraonov je imela Hačepsut spomenike zgrajene v Karnaku. Obnovila je izvirno območje za Mut, starodavno veliko boginjo Egipta v Karnaku, ki so ga opustošili tuji vladarji v času okupacije Hiksov. Kasneje so ga opustošili drugi faraoni, ki so del za delom uporabili za svoje hišne projekte. Imela je obeliska dvojčka, takrat najvišja na svetu, postavljena pri vhodu v tempelj. Eden še vedno stoji, kot najvišji ohranjeni starodavni obelisk na Zemlji; drugi je zlomljen na dva dela in zrušen.
Drug projekt, Rdeča kapela v Karnaku, je bil mišljen kot svetišče za ladjo in bi prvotno lahko stalo med dvema obeliskoma. Okrašena je z graviranimi kamni, ki upodabljajo pomembne dogodke iz Hačepsutinega življenja.
Kasneje je ukazala zgraditi dva obeliska, da bi proslavila njeno šestnajsto leto kot faraon; en obelisk se je zlomil med gradnjo. Zlomljeni obelisk je ostal na svojem mestu v kamnolomi v Asuanu, kjer se še vedno nahaja. Znan kot nedokončani obelisk kaže, kako so pridobivali obeliske.
Tempelj Pakhet je zgradila Hačepsut pri Beni Hasanu v Minya Governorate južno od Al Minya. Ime Pakhet je sinteza, ki je nastala z združitvijo Bast in Sekhmet, ki sta bili podobni levinji, boginji vojne, na območju, ki razmejuje severni in južni kult. Kavernozni podzemni tempelj, vklesan v skalne čeri na vzhodni strani reke Nil, so občudovali Grki in ga imenovali Speos Artemidos, v času znanem kot ptolomajske dinastije. Videli so boginjo kot vzporedno z njihovo boginjo lova Artemido. Za tempelj menijo, da je bil zgrajen precej večji. Tempelj ima arhitrav z dolgim posvetilnim besedilom Hačepsutine slavne zmage nad Hiksi, ki ga je prevedel James P. Allen. Tempelj je bil kasneje spremenjen in nekaj njegove notranje dekoracije si je prilastil Seti I. v devetnajsti dinastiji tako, da je njegovo ime napisano namesto Hačepsut.
Po tradiciji mnogih faraonov je mojstrovina stavbnih projektov Hačepsut njen pogrebni tempelj. Zgrajen je v kompleksu na Deir el-Bahari. Zasnoval in zgradil ga je Senemut na zahodnem bregu reke Nil, v bližini vhoda, kar danes imenujemo Dolina kraljev zaradi vseh faraonov, ki so kasneje postavili svoje komplekse na tem območju. Njene stavbe so bili prve velike, načrtovane za to lokacijo.
Osrednja točka je bila Djeser-Djeseru ali "svetejše od svetega", struktura s kolonadami v popolni harmoniji skoraj tisoč let, preden je bil zgrajen Partenon. Djeser-Djeseru sstoji na vrhu serije teras, ki so bile nekoč obrasle z bujnimi vrtovi. Djeser-Djeseru je vklesan v steni, ki se dviga strmo nad njim. Kompleks je pomemben napredek v arhitekturi. Še eden izmed njenih velikih uspehov je Hačepsutina igla, znan tudi kot granitni obelisk.

## Primerjava z drugimi ženskimi vladarji
Čeprav je bilo neobičajno za Egipt da bi mu vladala ženska, položaj ni bil brez primere. Kot regent, je Hačepsut nasledila Merneith iz prve dinastije, ki je bila pokopana s polnimi častmi kot faraon in bi lahko vladala v svojem lastnem imenu. Nimaethap iz tretje dinastije je bila morda vdova po Khasekhemwyju, vsekakor pa je delovala kot regent za svojega sina, Džoserja in bi lahko vladala kot faraona v svojem lastnem imenu. Nitocris je bila zadnji faraon šeste dinastije. Njeno ime se nahaja v Herodotovi zgodovini in Manetonovih spisih, toda njena zgodovinskost je negotova. Kraljica Sobekneferu iz dvanajste dinastije je znana, da je prevzela formalno moč kot vladar "Zgornjega in Spodnjega Egipt" tri stoletja prej kot Hatshepsut. Ahhotep I. jo je hvalil kot bojevniško kraljico, ki je bila regent med vladanjem dveh od svojih sinov, Kamosa in Ahmosa I., na koncu sedemnajstega dinastije in v začetku zadnje osemnajste dinastije je Hačepsut. Amenhotep I., pred Hačepsut v osemnajsti dinastiji, je verjetno prišel na oblast kot majhen otrok in njegova mati, Ahmose-Nefertari, menijo da je bila njegov regent. Druge ženske, za katerih je mogoče da so vladale kot faraon, so Akhenatenova morebitna ženska ko-regent (običajno opredeljena kot Nefertiti ali Meritaten) in Twosre. Med zadnjimi tujerodnimi egiptovskimi dinastijami je najbolj znan primer ženske, ki je postala faraon, Kleopatra VII., zadnji faraon starega Egipta.
V primerjavi z drugimi ženskimi faraoni je Hačepsut vladala veliko dlje in bila bolj uspešna. Bila je uspešna pri vojskovanju v začetku svojega vladanja, vendar na splošno velja za faraona, ki je slovesno odprl dolgo mirno obdobje. Ponovno je vzpostavila mednarodne trgovinske odnose izgubljene med tujo okupacijo in prinesla v Egipt veliko bogastvo. To bogastvo omogočalo Hačepsut začetek gradbenih projektov, ki so bili obravnavani kot primer antične egiptovske arhitekture, ki je primerljiva s klasično arhitekturo, in ki ne bi tekmovala s katero koli drugo kulturo vsaj tisoč let.

## Uradno povzdigovanje
Pretiravanje je skupno praktično vsem kraljevim napisom egipčanske zgodovine. Medtem ko so vsi stari voditelji uporabljali hvalo za svoje dosežke, je bila Hačepsut imenovana kot najbolj dodelan faraon, ki je spodbujal svoje dosežke. To je morda posledica obsežne gradnje, izvršene v njenem času kot faraon, v primerjavi z mnogimi drugimi. To ji je dalo  veliko priložnosti za posebno pohvalo sebi, vendar odraža tudi bogastvo, ki ga je politika in uprava vložila v Egipt, da ji je omogočalo financiranje tovrstnih projektov.
Ženske so imele v starem Egiptu razmeroma visok status in so imele zakonsko pravico do posedovanja, dedovanja ali imetja. V egiptovski zgodovini ni bilo besede za "kraljica regent" kot v sodobni zgodovini, "kralj" oziroma faraon je bil staroegipčanski naziv ne glede na spol. Hačepsut ni edina, ki je sprejela naziv kralja. Sobekneferu, vladajoča šeste dinastije je storila enako. Hačepsut je bila dobro usposobljena kot hči faraona. Med očetovim vladanjem je imela močan pisarno Boginje žene. Ona je sprejela močno vlogo kot kraljica za njenega moža in je bila tudi izkušena pri upravljanju kraljestva, do takrat, ko je postala faraon. Ni znakov izzivov njenemu vodstvu in do svoje smrti je ko-regentstvo ostala sekundarna vloga, precej prijateljska in močna vojska, ji je dala moč, potrebno za strmoglavljenje uzurpatorja, če bilo to potrebno.
Hačepsut je prevzela vse insignije in simbole faraonskega urada v uradnih predstavitvah:  pokrivalo glave khat z ureusom spredaj, tradicionalno lažno brado in kratkim krilom shendyt.  Veliko obstoječih kipov kaže tudi tipično žensko obleko, kot tisti, ki jo prikazujejo v kraljevi svečani obleki. Portretni kipi Sobekneferuja združujejo tudi elemente tradicionalne moške in ženske ikonografije in po tradiciji, bi lahko služila kot navdih za dela, ki jih je naročila Hačepsut. Po tem prehodnem obdobju pa je večina formalnih upodobitev Hačepsut kot faraon v kraljevski obleki, z vsemi faraonskimi insignijami.
Na svojem pogrebnem templju, v Ozirisovih kipih, ki gostijo prevoz faraona v svet mrtvih, so simboli faraona kot boga Ozirisa razlog za obleko in so bili veliko bolj pomembni, da se jih prikaže tradicionalno, njene prsi so nejasne za prekrižanimi rokami, ki držijo kraljevske insignije (palico - heka in bič - nekhaka). O možnih vzrokih, da njene prsi niso poudarjene v najbolj formalnih kipih, so razpravljali zgodnji egiptologi, ki niso razumeli obredne verske simbolike, ki upošteva dejstvo, da veliko žensk in boginj prikazanih v starodavni egiptovski umetnosti pogosto nima poudarjenih prsi in da fizični vidik spola faraona ni bil nikoli poudarjen.
Sodobni znanstveniki pa so razvili teorijo, da je, ob predpostavki kaj so tipični simboli faraonske moči, Hačepsut uveljavljala svoj zahtevek, da je suverena namesto "Kraljeva velika žena" ali "kraljica soproga". Tudi moški so upodobljeni z visoko stilizirano lažno brado, povezano z njihovim položajem v družbi.
Poleg tega Ozirisovi kipi Hačepsut, tako kot pri drugih faraonih, upodabljajo mrtvega faraona kot Ozirisa, s telesom in insignijami tega božanstva. Vsi kipi Hačepsut na njenem grobu sledijo tej tradiciji. Obljuba vstajenja po smrti je bila vodilo kulta Ozirisa. Poleg obraza, ki prikazuje Hačepsut, so ti kipi zelo podobni tistim iz drugih kraljev.
Večina uradnih kipov naročenih od Hačepsut, jo kažejo manj simbolično in bolj naravno, kot žensko v tipični obleki plemstva tistega časa. Predvsem, tudi po prevzemu formalnih insignij, se je Hačepsut opisala kot lepa ženska, pogosto najlepša ženska. Čeprav je prevzela skoraj vse očetove naslove, je zavrnila naziv "Močni bik" (polni naslov Močni bik njegove matere), ki je vezalo faraona na boginjo Izido, prestol in Hator (krave, ki so rodile in ščitile faraone). Namesto močnega bika je Hačepsut, ki je veljala kot zelo uspešen bojevnik v zgodnjem delu svojega vladanja kot faraon, sama povezana s podobo levinj Sekhmet, velikega vojnega božanstva v egipčanskem panteonu.
Verski koncepti so bili vezani na vse te simbole in nazive. V času Hačepsutinega vladanja, so bili združeni nekateri vidiki teh dveh boginj pod pogojem, da bi obe skrbeli za rojstvo in bili zaščitnici faraona. Na trenutke sta postali zamenljivi. Hačepsut sledi svoj rod do Mut, ki je prvinska boginja mati egiptovskega panteona, ki je dala še enega prednika, ki je božanstvo, kot tudi njenega očeta in dedke, faraone, ki bi postali božanski po smrti.
Medtem ko je bila Hačepsut prikazana v uradni umetnosti kot faraon z lažno brado, je zelo malo verjetno, da je kdaj nosila tako obredno dekoracijo. Kipi, kot so tisti v Metropolitan Museum of Art, jo prikazujejo, kako sedi v tesno prilegajoči obleki in krono nemes, zato menijo, da je to bolj natančen prikaz.
Kot pomembna izjema je le en moški faraon opustil togo simbolno upodobitev, ki je postala  najbolj uradni slog, faraon Amenhotep IV. (kasneje Akhenaten/Ehnaton) iz iste osemnajste dinastije, čigar žena, Nefretete je mogoče tudi vladala v svojem imenu po smrti svojega moža.

## Smrt, pogreb in mumifikacija
Hačepsut je umrla, ko se je približala srednji starosti, v svojem dvaindvajsetem letu vladanja. Natančen datum smrti Hačepsut je, ko je Tutmozis III. postal naslednji faraon Egipta, in se šteje, da je leto 22, II Peret dan 10 od njenega vladanja, kot je zapisano na eni steli postavljeni pri Hermonthisu, danes  Armant ali 16. januar 1458 pred našim štetjem. Ta podatek potrjuje osnovno zanesljivost Manetonove kraljeve evidence. Vzrok njene smrti ni znan. Če je nedavna identifikacija njene mumije pravilna, pa medicinski dokazi kažejo, da je trpela zaradi sladkorne bolezni, umrla pa zaradi kostnega raka, ki se je razširil po vsem telesu, medtem ko je bila v svojih petdesetih letih. Kaže tudi, da je imela artritis in slabe zobe.
Hačepsut je začela z gradnjo grobnice, ko je bila Velika kraljeva žena Tutmozisa II., vendar je bil obseg neprimeren za faraona, tako da, ko se je povzpela na prestol, pripravila drugo za pokop. Za to je bila KV20, prvotno pripravljena za njenega očeta Tutmozisa I., in verjetno prva kraljeva grobnica v Dolini kraljev, razširjena z novo pokopno komoro. Hačepsut je prenovila tudi pokop svojega očeta. Zelo verjetno je torej, da ko je umrla, je bila pokopana v tem grobu skupaj s svojim očetom. V času vladavine Tutmozisa III. je bila narejena nova grobnica (KV38), skupaj z novo pokopno opremo, namenjena Tutmozisu I., ki je bil nato odstranjen iz svojega prvotnega groba in ponovno pokopan drugje. Hkrati bi lahko Hačepsutino mumijo premaknili v grobnico njene dojilje, Sitre-Re, v KV60. Možno je, da je bil Amenhotep II., sin Tutmozisa III. z drugo ženo, eden od motivov za ta ukrep v poskusu, da bi si zagotovil svojo negotovo pravico do nasledstva. Poleg tega, kaj je v grobnici KV20 odkril Howard Carter leta 1903, je bilo druga pogrebna oprema, ki je pripadala Hačepsut, najdena drugje, vključno "levinja na prestolu", igra senet z izrezljano levjo glavo, kosi igre iz rdečega jaspisa s faraonskim naslovom, pečatni prstan in del ušabti figur, ki nosijo njeno ime. V kraljevskem skrivališču DB320, je bila slonokoščena posoda vpisana z imenom Hačepsut in je vsebovala mumificirana jetra ali vranico, kot tudi zob kočnik. Tam je bila tudi kraljeva dama enaindvajsete dinastije z istim imenom, in za nekaj časa se je zdelo mogoče, da bi lahko pripadala njej.
Leta 1903 je Howard Carter odkril grobnico (KV60) v Dolini kraljev, ki je vsebovala dve ženski mumiji, eno je prepoznal kot Hačepsutino dojiljo in druga je bila neznana. Spomladi leta 2007 je neznano telo dokončno odstranil iz grobnice dr. Zahi Hawass in prinesel v Egipčanski muzej v Kairu na testiranje. Ta mumija se je, zaradi manjkajočega zoba popolnoma ujemala s Hačepsut.

## Spreminjanje priznanja
Proti koncu vladavine Tutmozisa III., ter v vladavine njegovega sina, je bil poskus, da odstranijo Hačepsut iz nekaterih zgodovinskih in faraonskih evidenc. To je bilo izvedeno na najbolj dobeseden možen način. Njene kartuše in slike so bile izklesane iz nekaj kamnitih zidov.
V templju v Deir el-Bahariju so številne kipi podrli in v mnogih primerih razbili ali iznakazili, preden so jih zasuli v jamo. V Karnaku je bil tudi poskus zbrisati steno obeliska. Ni jasno, zakaj je do skrunitve prišlo šele v času po koncu vladavine Tutmozisa III., razen tipičnega vzorca samopromocije, ki je obstajal med faraoni in njihovimi skrbniki, ali morda prihranek denarja za gradnjo novih spomenikov za pokop.
Amenhotep II., sin Tutmozisa III., ki je postal ko-regent proti koncu očetovega vladanja, je osumljen kot skrunitelj. On bi imel motiv, saj njegov položaj v kraljevem rodu ni bil tako močan, da si bi zagotovil položaj faraona. Dokumentirano je, da si je med svojo vladavino prilastil veliko dosežkov Hačepsut. Njegovo vladanje je označeno kot poskus, da bi prekinil kraljevsko rodbino, kot tudi da ne beleži imena svojih kraljic, odpravi močne naslove in uradne vloge kraljevih žensk, kot so Božja soproga Amon-Raja.

### Hieroglifski namig
Izbris imena Hačepsut brez kakršnega koli razloga ali odredbe pristojne osebe je skoraj povzročila, da je izginila iz arheoloških in pisnih evidenc Egipta. Ko so egiptologi devetnajstega stoletja začeli interpretirati besedila na tempeljskih stenah Deir el-Baharija (ki so bili pojasnjeni z dvema na videz moškima kraljema), njihovi prevodi niso imeli smisla. Jean-François Champollion, francoski dekoder hieroglifov, ni bil sam pri tej zmedenosti z očitnim nasprotjem med besedami in slikami:
 Če sem se počutil nekoliko presenečen ko sem videl tukaj, tako kot drugje po vsem templju, znano kartušo Tutmozisa III., okrašeno z vsemi insignijami, ki dajejo prostor za to Amenenthe [Hačepsut], katerega ime v kraljevih seznamih bi iskali zaman, še bolj presenečen sem bil, ko bi našli ob branju napise kjerkoli tega bradatega kralja v običajni obleki faraonov, so bili samostalniki in glagoli v ženski obliki, kot da bi bilo vprašanje kraljice. Našel sem isto posebnost povsod ...

### Arheološka odkritja
Odkritje ostankov pokopa pod temelji leta 2006, vključno z devetimi zlatimi kartušami, ki nosijo imena tako Hačepsut kot Tutmozisa III. v Karnaku, lahko dodatno osvetlijo morebitni poskus Tutmozisa III. in njegovega sina Amenhotepa II., da bi izbrisala Hačepsut iz zgodovinskega zapisa in pravilne narave njihovih odnosov in njene vloge kot faraona.
- Sfinga Hačepsut z nenavadnimi okroglimi ušesi in ovratnikom, ki poudarjajo značilnosti kipa levinje, vendar s petimi prsti - dekoracija iz spodnje rampe grobnega kompleksa.
- Ta dva kipi sta si podobna, simboli faraonske moči: ureus, pšent (dvojna krona) in tradicionalno lažno brado izloča na levi sliki manjkajo; veliko portretov Hačepsut je bilo uničenih v desetletjih po njeni smrti, verjetno Amenhotep II. ob koncu vladavine in Tutmozis III., ko je bil njegov ko-regent, da bi zagotovila svoj obstoj in si lastila njene dosežke.
- Podoba Hačepsut je bila namerno odstranjena - Royal Ontario Museum.
- Dvojna stela Hačepsut (levo) in modra kepreš krona daruje vino bogu Amonu in Tutmozis III. za njo s hedjet belo krono, stoji v bližini Wosret - Vatican Museum.
- Hieroglifi kažejo Tutmozisa III. na levi in Hačepsut na desni, ona ima večjo vlogo— Rdeča kapela, Karnak.
- Prevrnjen obelisk Hačepsut - Karnak.

## Problem Hačepsut
"Hačepsut Problem" je bila glavna tema egiptologije v poznem 19. stoletju in v začetku 20. stoletja, osredotočanje na zmedo in nesoglasja na dedni red zgodnjih faraonov 18. dinastije. Dilema je dobila ime po zmedi v kronologiji vladavine kraljice Hačepsut in Tutmozisov I., II. in III. Problem je bil dovolj sporen, da je povzročil akademsko maščevanje med vodilnimi egiptologi in ustvarjenim dojemanjem Tutmozisove družine, ki je vztrajal tudi v 20. stoletju in ki ga še vedno lahko najdemo v novejših delih. Kronologija, ki je bila problem Hačepsut, se je večinoma zjasnila v poznem 20. stoletju, saj je bilo odkritih več informacij o njej in njeni vladavini.

## V popularni kulturi
- Farah Ali Abd El Bar jo je upodobil v dokumentarnem filnu Discovery Channel, Secrets of Egypt's Lost Queen (skrivnost egipčanske izgubljene kraljice).
- Sarah Hadland jo je upodobila leta 2009 v Horrible Histories (2009 TV serija) (napisal Terry Deary).
- "The Woman Who Would Be King",  Kara Cooney, 2014

Hačepsutse  je pojavila kot izmišljen značaj v mnogih romanih. Nekateri izmed njih so:
- Patricia L. O'Neil - Trilogija o Hačepsut:
  - Her Majesty the King. New Holland Publishers (Australia). 2010. ISBN 978-1921517082.
  - The Horus Throne. New Holland Publishers (Australia). 2010. ISBN 978-1921517105.
  - The Eye of Re. New Holland Publishers (Australia). 2011. ISBN 978-1742571942.
- Marek Halter: Zipporah: Wife of Moses. New York: Crown (1st US Edition). 2005. ISBN 978-1400052790.
- Eloise Jarvis McGraw: Mara: Daughter of the Nile. New York: Puffin. 1985. ISBN 978-0140319293.
- Pauline Gedge: Child of the Morning. Macmillan Company of Canada. 1977. ISBN 978-0770515201.